# Tomomyza anthracoides
Tomomyza anthracoides är en tvåvingeart som beskrevs av Christian Rudolph Wilhelm Wiedemann 1820. Tomomyza anthracoides ingår i släktet Tomomyza och familjen svävflugor. Inga underarter finns listade i Catalogue of Life.